# Marcus Ellermann
Marcus Ellermann (* 1967 in Westfalen) ist ein Brigadegeneral der Luftwaffe der Bundeswehr und seit März 2024 Abteilungsleiter bei der NATO in Brüssel.

## Militärische Laufbahn
Ellermann durchlief die Ausbildung zum Offizier der Flugabwehrraketentruppe der Luftwaffe ab 1987. Von 1988 bis 1992 absolvierte er ein Studium der Betriebswirtschaftslehre an der Universität der Bundeswehr Hamburg. Es folgten Verwendungen als Flugabwehrraketenoffizier und als Personaloffizier im Personalamt der Bundeswehr in Köln.
Von 1999 bis 2001 absolvierte Ellermann den 44. Generalstabslehrgang Luftwaffe an der Führungsakademie der Bundeswehr in Hamburg, im Anschluss daran auch den französischen Generalstabslehrgang am Collège interarmées de Défense (CID) in Paris. Von 2002 bis 2004 war er Stabsoffizier und Büroleiter in der Stabsabteilung III im Führungsstab der Streitkräfte im Bundesministerium der Verteidigung (BMVg) in Berlin, von 2004 bis 2007 Referent im Internationalen Militärstab der NATO in Brüssel, von 2007 bis 2008 Pressereferent beim Inspekteur der Luftwaffe im BMVg in Berlin und von 2008 bis 2011 Personalfüher Oberste/Generale der Luftwaffe im BMVg in Bonn. Von 2011 bis 2014 führte Ellermann, im Dienstgrad Oberst, das Flugabwehrraketengeschwader 1 in Husum als Kommodore. In dieser Zeit war Ellermann von Januar bis Juli 2013 auch als Kontingentführer des Deutschen Einsatzkontingents Active Fence in Kahramanmaras, Türkei im Auslandseinsatz. Im Anschluss wurde er 2014 bis 2015 als Referatsleiter P I 1 (Personalstrategie) in der Abteilung Personal und von 2015 bis 2016 als stellvertretender Beauftragter für die Erstellung des Weißbuchs im BMVg in Berlin eingesetzt. Von 2016 bis 2017 absolvierte Ellermann ein Graduiertenkolleg am Royal College of Defence Studies in London.
Ab dem 1. Oktober 2017 war Ellermann, als Nachfolger von Brigadegeneral Rainer Meyer zum Felde, Abteilungsleiter Verteidigungspolitik- und -planung bei der Ständigen Vertretung der Bundesrepublik Deutschland bei der NATO in Brüssel, Belgien, sowie deutscher Vertreter im Defence Policy and Planning Committee. In diesem Zusammenhang wurde er zum Brigadegeneral ernannt. Von April 2021 an war er als Assistant Chief of Staff J9 im Allied Joint Force Command Naples eingesetzt. Ab November 2022 war er Unterabteilungsleiter Führung Streitkräfte III im BMVg in Berlin. Zum 1. Februar 2024 wurde die Abteilung in Einsatzbereitschaft und Unterstützung Streitkräfte. Seit März 2024 ist Ellermann Abteilungsleiter bei der NATO in Brüssel.

## Privates
Ellermann ist verheiratet und hat zwei Kinder.